# 枡塚村
枡塚村（ますづかむら）は、かつて愛知県碧海郡にあった村である。
現在の豊田市南部（枡塚東町・枡塚西町など）に該当する。

## 歴史
- 1878年（明治11年） - 馬場村と粟寺村が合併し、枡塚村となる。
- 1889年（明治22年）10月1日 - 町村制により、枡塚村が発足。
- 1906年（明治39年）5月1日 - 畝部村、寿恵野村、上野村、和会村と合併し、上郷村が発足。同日枡塚村は廃止。